# خطأ تشخيص اضطراب الشخصية الحدي
اضطراب الشخصية الحدي (بي بّي دي) هو اضطراب نفسي مميز بحالة مزمنة من انعدام الاستقرار في العلاقات، والصورة الذاتية، وحالات المزاج والعاطفة، كثيرًا ما يُشخص هذا الاضطراب بشكل خاطئ. يحدث خطأ التشخيص إما من خلال التشخيص الخاطئ باضطراب الشخصية الحدي دون استيفاء معايير المرض أو من خلال التشخيص الخاطئ باضطراب بديل عوضًا عن اضطراب الشخصية الحدي.

## التشخيصات البديلة
قد يعود خطأ تشخيص اضطراب الشخصية الحدي (بي بّي دي) إلى مجموعة من العوامل. يتمثل أحد هذه العوامل في تداخل الأعراض بين عدد من الاضطرابات المختلفة. نظرًا إلى إظهار «بي بّي دي» أعراض تقلبات المزاج وعدم استقراره، غالبًا ما يختلط تشخيصه مع اضطراب ثنائي القطب كتشخيص بديل. بالإضافة إلى ذلك، اعتُبرت الصدمة أحد مكونات «بي بّي دي» لمدة طويلة، ما يزيد صعوبة تمييز اضطراب الشخصية الحدي عن اضطراب الكرب التالي للصدمة المعقد.

### اضطراب الكرب التالي للصدمة المعقد (سي – بّي تي إس دي)
اقتُرح تشخيص اضطراب الكرب التالي للصدمة المعقد عبر التصنيف الدولي للأمراض، في النسخة الحادية عشرة (آي سي دي – 11)، إلا أنه غير موجود في النسخة الخامسة من الدليل التشخيصي والإحصائي (دي إس إم – 5) للجمعية الأمريكية للأطباء النفسيين. يشمل «سي – بّي تي إس دي» مجموعة من معايير «بّي تي إس دي» المعروفة سابقًا (إعادة التجربة، والتجنب وفرط التيقظ) إلى جانب عدد من المعايير الفريدة الخاصة به (خلل التنظيم العاطفي، والصعوبات بين الأشخاص والمفهوم الذاتي السلبي). تشكل هذه المعايير الفريدة لاضطراب الكرب التالي للصدمة المعقد سمات جوهرية في اضطراب الشخصية الحدي، ما يجعل التمييز بين «سي – بّي تي إس دي» و«بي بّي دي» أمرًا صعبًا. يمكن للتقييم الهادف إلى التفريق بين المرض المرافق لكل من «سي – بّي تي إس دي» و«بي بّي دي» تحديد عدد من العوامل وتقييمها، مثل كيفية ظهور المعايير بشكل مختلف في كل من المجموعتين. غالبًا ما تظهر بعض المعايير مثل خلل التنظيم العاطفي على شكل غضب تفاعلي و/أو تعاطي المخدرات لدى الأشخاص المصابين باضطراب الكرب التالي للصدمة المعقد. في المقابل، يظهر خلل التنظيم العاطفي على شكل أذية النفس أو الميل إلى الانتحار لدى الأشخاص المصابين باضطراب الشخصية الحدي. يتجلى عدم استقرار العلاقات بدوره في التحول السريع من إضفاء المثالية الشديدة على العلاقة إلى الاستهانة والاستخفاف بها بين المصابين باضطراب الشخصية الحدي. في المقابل، يختبر الأشخاص المصابون باضطراب الكرب التالي للصدمة المعقد عدم استقرار في علاقاتهم نتيجة عدم تكوين أي علاقات وثيقة مع شركائهم. بالنسبة للصورة الذاتية، يختبر الأشخاص المصابون باضطراب الشخصية الحدي تحولات مستمرة في مفهومهم الذاتي، بينما يميل الأشخاص المصابون باضطراب الكرب التالي للصدمة المعقد إلى ثبات مفهومهم الذاتي السلبي. تسمح هذه الاختلافات الهامة بإدراك كيفية حدوث الخطأ لدى تقديم تشخيص «سي – بّي تي إس دي» بدلًا من «بي بّي دي» المترافق مع «بّي تي إس دي» أو العكس. من هنا، تتجلى أهمية إجراء تقييم شامل من قبل الأطباء السريريين قبل تقديم أي من هذه التشخيصات.

### اضطراب ثنائي القطب
يُعتبر اضطراب ثنائي القطب (بي دي) أحد اضطرابات المزاج المميزة بدرجات متفاوتة من التقلبات المزاجية. يُقسم «بي دي» أيضًا إلى اضطراب ثنائي القطب I وII. تتطلب النسخة الخامسة من الدليل التشخيصي والإحصائي (دي إس إم – 5) اختبار الشخص المصاب باضطراب ثنائي القطب I نوبة هوسية واحدة على الأقل أو اختبار الشخص المصاب باضطراب ثنائي القطب II نوبة هوسية خفيفة ونوبة اكتئابية واحدة على الأقل. تتكون كلا النوبتين الهوسية والهوسية الخفيفة من «المزاج الحاد، والمتوسع، والمتصاعد باستمرار وغير الطبيعي و... الارتفاع في الطاقة أو الأنشطة الموجهة نحو الهدف...». يحدث خطأ تشخيص «بي بّي دي» بالنسبة لاضطراب ثنائي القطب في كلا الاتجاهين، أي تقديم تشخيص اضطراب ثنائي القطب لفرد مصاب باضطراب الشخصية الحدي أو العكس، لكن من الأكثر شيوعًا تشخيص الأفراد باضطراب ثنائي القطب على الرغم من استيفائهم معايير اضطراب الشخصية الحدي بشكل أفضل. أشارت إحدى الدراسات إلى تقديم تشخيص خاطئ باضطراب ثنائي القطب لما يقارب 40% من الأشخاص المصابين باضطراب الشخصية الحدي في مرحلة ما من حياتهم، بالمقارنة مع 10% فقط من بقية السكان ممن اختبروا تشخيصًا خاطئًا باضطراب ثنائي القطب. يشكل السبب الكامن خلف النسبة المرتفعة لهذا التشخيص الخاطئ موضع جدل بين الباحثين. تفترض بعض النظريات حدوث هذه الأخطاء نتيجة عدم الاستقرار في اضطراب الشخصية الحدي، ما يجعله عرضة للالتباس مع أعراض النوبة الهوسية أو الهوسية الخفيفة. تفيد دراسة أخرى بحدوث التشخيص الخاطئ نتيجة وجود التباس بسيط في معايير «بي بّي دي»، إذ أظهر الأشخاص المستوفون لعدد أكبر من معايير تشخيص «بي بّي دي» ميًلا أقل للتشخيص الخاطئ باضطراب ثنائي القطب.